# 錫克利夫 (阿拉巴馬州)
錫克利夫（英語：Seacliff）是一個位於美國阿拉巴馬州鮑德溫縣的非建制地區。該地的面積和人口皆未知。

## 地理
錫克利夫的座標為30°32′43″N 87°54′10″W / 30.545278°N 87.902778°W，而該地最高點為海拔高度5米（即16英尺）。